# Hallands län
Koordinaten: 56° 59′ N, 12° 34′ O

Hallands län ist eine Provinz (län) in Schweden.

## Geographie
Hallands län entspricht weitgehend der historischen Provinz (landskap) Halland, mit Ausnahme kleinerer Gebiete um Östra Karup bei Båstad (heute Skåne län) und Lindome (heute Västra Götalands län). Außerdem gehören zu Hallands län der äußerste westliche Teil des historischen  Småland um Hyltebruk sowie der äußerste Süden von Västergötland um Älvsered und Kungsäter (nordöstlich von Varberg).
Das Territorium von Hallands län macht ungefähr 1,3 % der Fläche des schwedischen Staatsgebietes aus.

## Bevölkerung
Der Anteil an der Gesamtbevölkerung Schwedens beträgt 3,1 %.

## Wappen
Beschreibung: In Blau ein rotbewehrter silberner Löwe
Symbol: Es existieren mehrere Theorien über die Herkunft des Löwen. Nach der einen Theorie geht er auf Herzog Bengt Algotsson im 14. Jahrhundert zurück, nach der anderen auf das Königswappen Karls X. Gustav, des Eroberers der Provinz.

## Gemeinden und Orte

### Gemeinden
Hallands län besteht aus sechs Gemeinden (schwedisch: kommuner).
| Gemeinde   | Einwohner |
| ---------- | --------- |
| Falkenberg | 047.337   |
| Halmstad   | 106.084   |
| Hylte      | 010.196   |
| Kungsbacka | 085.792   |
| Laholm     | 026.595   |
| Varberg    | 069.070   |

(Stand: 31. Dezember 2024)

### Größte Orte
- Halmstad (58.577)
- Varberg (27.602)
- Falkenberg (20.035)
- Kungsbacka (19.057)
- Onsala (11.951)
- Billdal (10.289, zum Teil in Västra Götalands län)

(Einwohner Stand 31. Dezember 2010)